# Proteostrenia oberthuerii
Proteostrenia oberthuerii là một loài bướm đêm trong họ Geometridae.